# 1780 w polityce

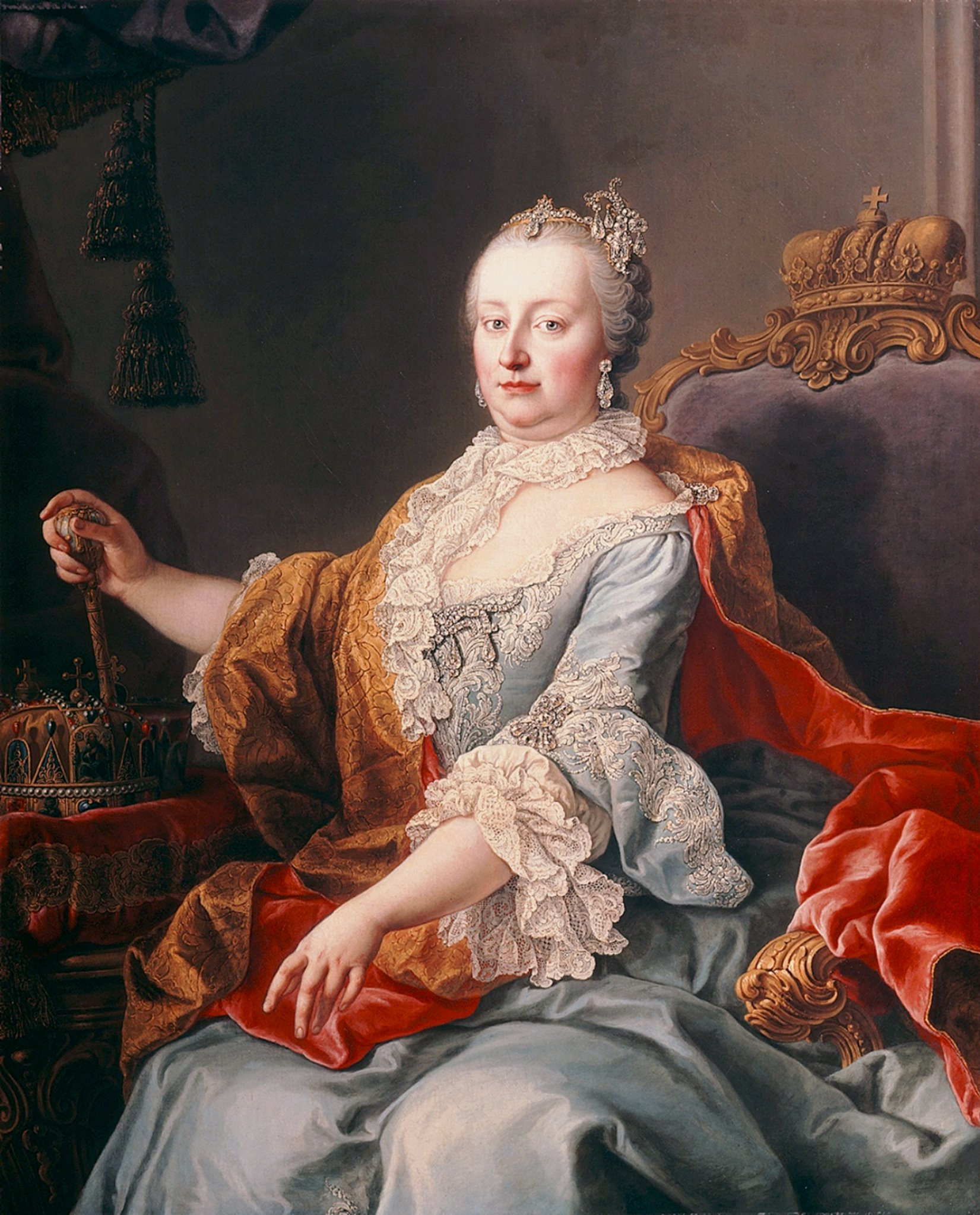
Maria Teresa Habsburg

Wydarzenia polityczne w 1780 roku.

## Zmarli
- 29 listopada Maria Teresa Habsburg, królowa Czech i Węgier, cesarzowa[1].